# Els Torrents (l'Espunyola)
els Torrents és una masia al terme municipal de l'Espunyola (Berguedà) inclosa a l'Inventari del Patrimoni Arquitectònic de Catalunya.

El lloc dels Torrents és documentat des del segle xiii i prop de la masia hi havia el santuari marià romànic de la mare de déu dels Torrents que al segle xviii és substituït per la construcció actual.

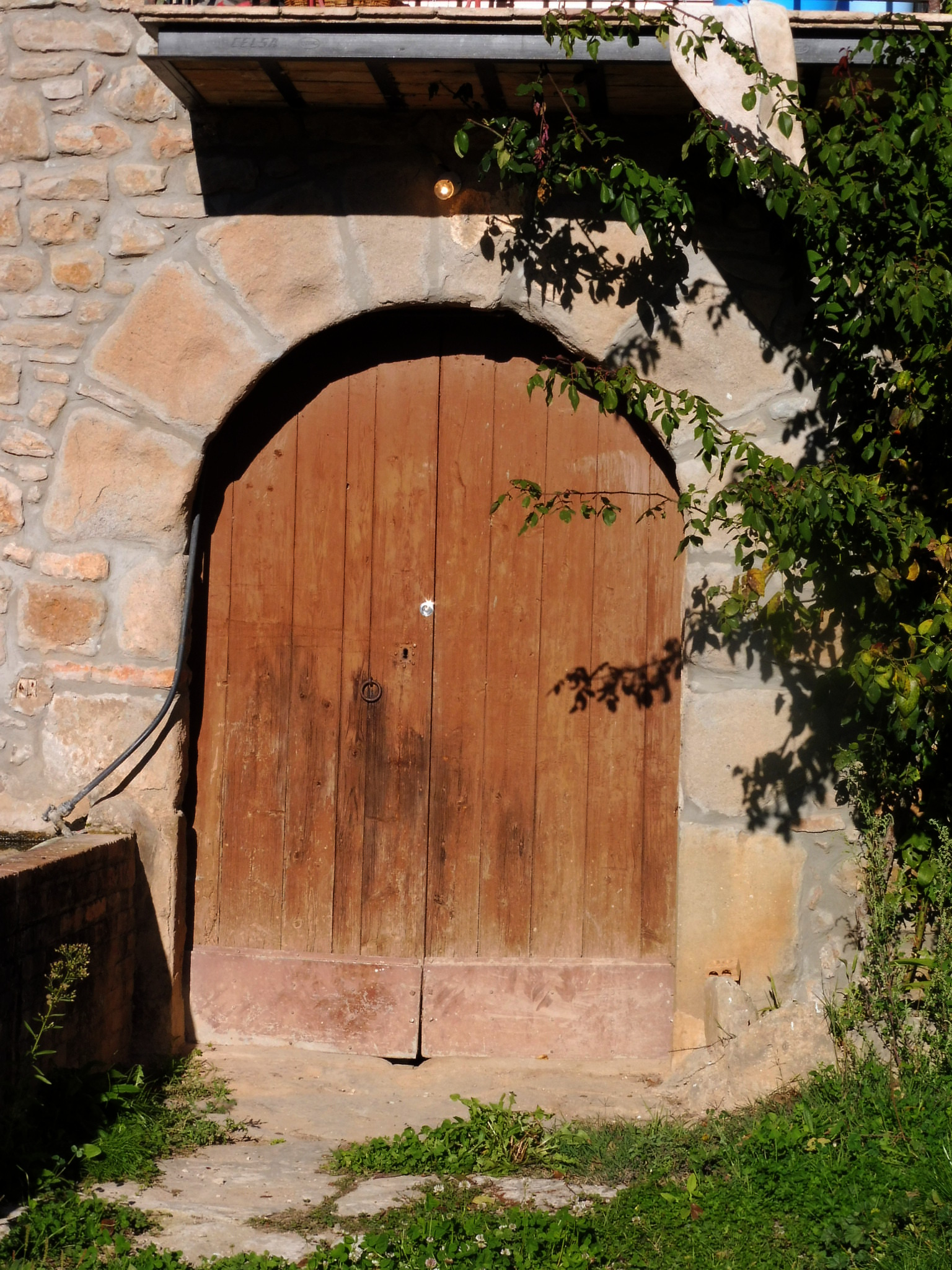
El portal

 El mas és fruit de diverses etapes constructives, probablement sobre una base medieval del segle xvi es construí l'actual edifici que al segle xviii es remodelà amb la construcció d'una nova teulada, es practicaren noves obertures i es capçà pel costat de migdia. En aquesta mateixa zona hi ha una finestra amb una llinda monolítica decorada amb relleus incisos, possiblement del segle xiii o XIV. Masia estructurada en planta baixa i dos pisos superiors amb coberta a dues aigües de teula àrab. El parament és de pedres de mida mitjana, disposades en fileres i unides amb morter. Les obertures són totes allindades excepte la porta, un arc de mig punt adovellat. A la banda esquerra hi ha adossada una construcció d'un sol pis i cobert a un vessant.